# District du Sikkim occidental
Le district  du Sikkim occidental  (népalais : पश्चिम सिक्किम) est un district  de l'état du Sikkim en Inde.

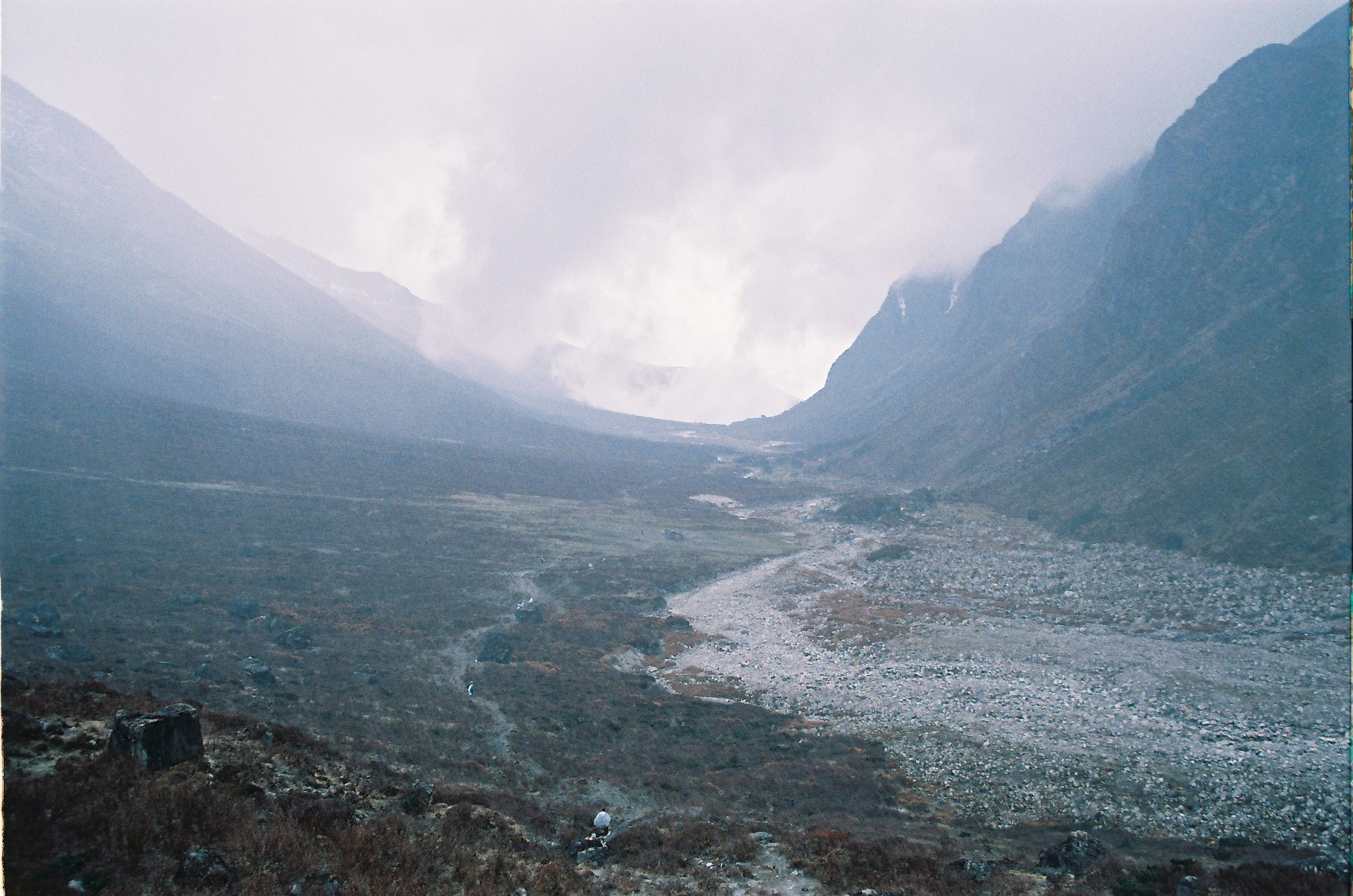
Vallée glaciaire près de Thangshing.

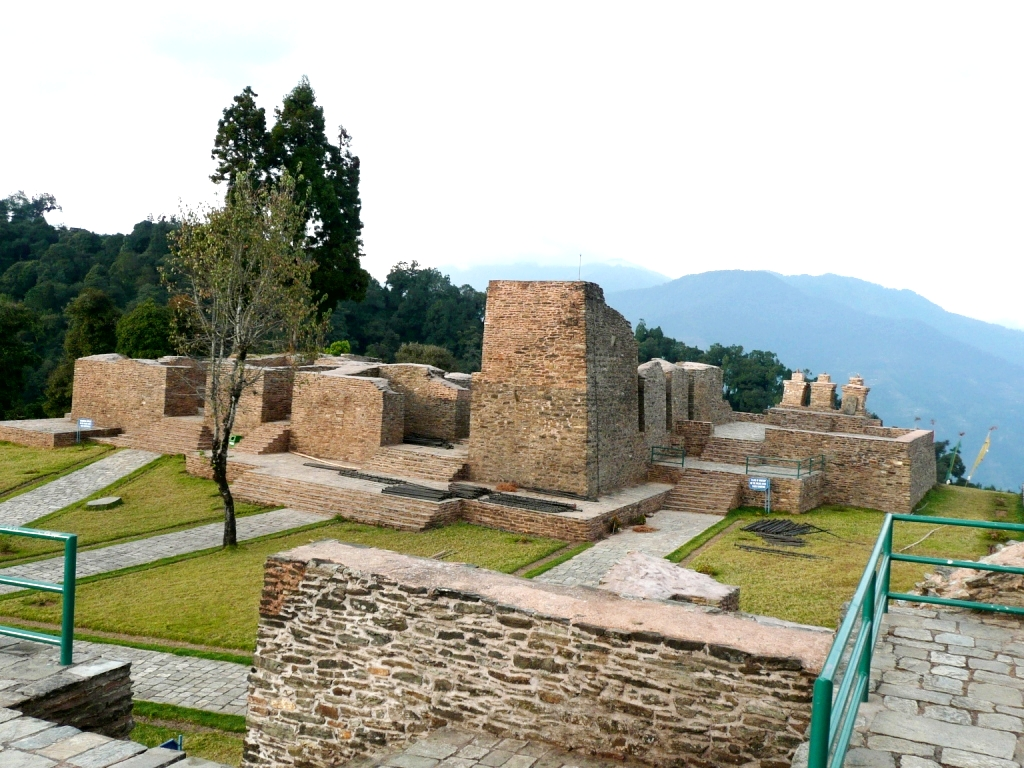
Ruines du palais de Rabdentse.

## Géographie
Au recensement de 2011, sa population est de 136 435 habitants pour une superficie de 1 166 km2.
Son chef-lieu est la ville de Geyzing.